# ビル・ディラップ
ビル・ディラップ（Bill DeLap）はアメリカ合衆国在住のギタービルダー。
最初にメディア上で彼の名前が取り上げられたきっかけは、アラン・ホールズワースがオーダーしたヘッドレスタイプの木製ギターを製作したこと。スタインバーガーのヘッドレスパーツを用いてのギター製作の後、ホールズワースのそこしれぬ探究心からバリトンギター、ダブルネックタイプのヘッドレス等ありとあらゆるアイデアを具現化した。ヤマハのジョン・ガデッシイが4年もの歳月をかけて完成させたプロトタイプヘッドレスのデザインも実は大元がビル・ディラップの手になるもの。一般向けのギターとしてはアランがシャーベルにオーダーしたストラトタイプのレプリカを製作販売するなどしている。
| スタブアイコン | サブスタブ | この項目は、まだ閲覧者の調べものの参照としては役立たない、人物に関連した書きかけの項目です。この項目を加筆・訂正などしてくださる協力者を求めています（P:人物伝/PJ:人物伝）。 |